# Ronnie Urini

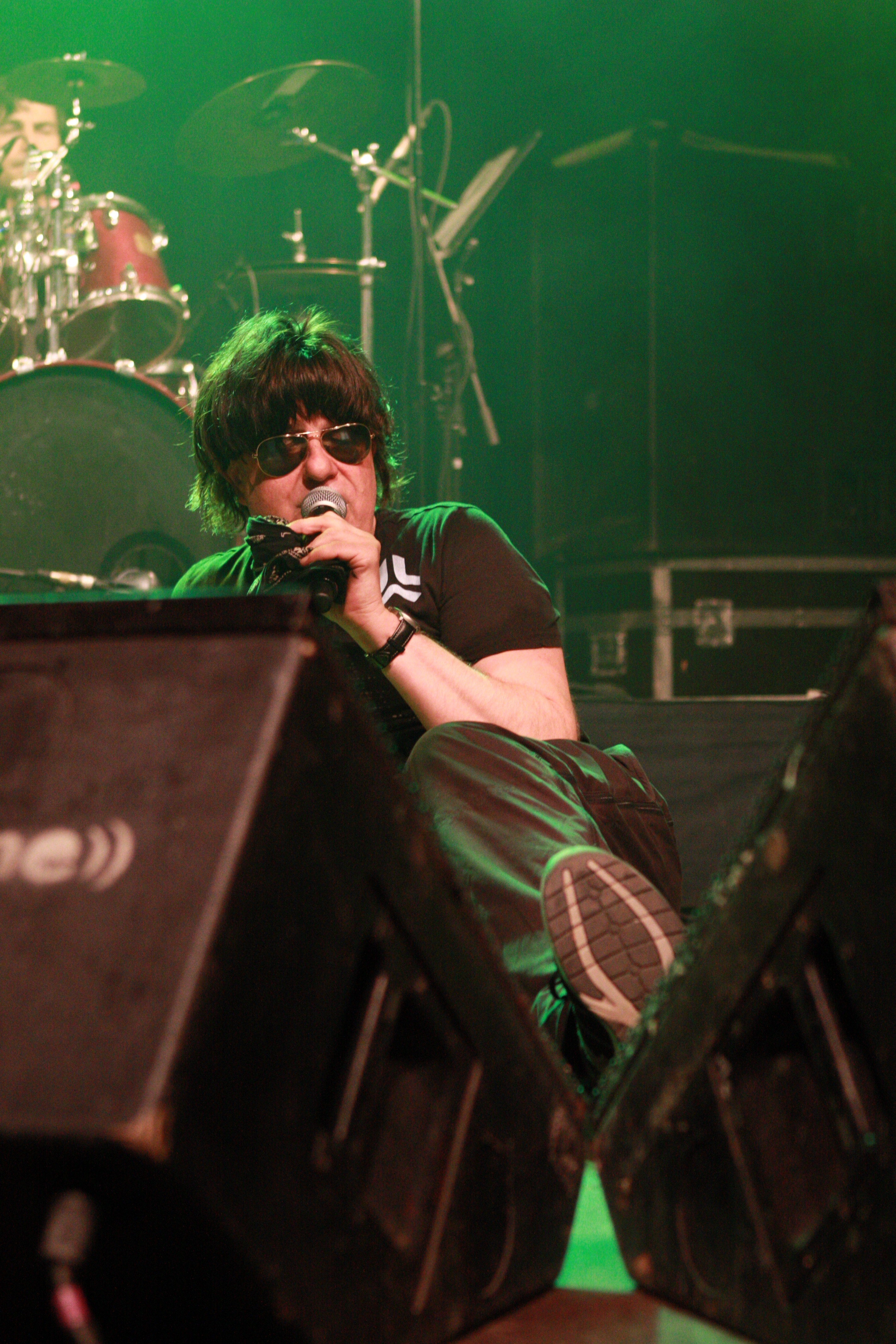
Ronnie Urini

Ronnie Urini, bürgerlich Ronald Frederic Iraschek, Künstlername auch Ronnie Rocket (* 3. März 1956 in Krems an der Donau), ist ein österreichischer Musiker, Komponist und Liedertexter.

## Leben
Er hat Germanistik, Anglistik und Astrophysik studiert. Populär geworden ist Ronnie Urini durch mehrfach gecoverte Nummern wie Frozen Seas of Io oder Niemand hilft mir, für welche die Band Willi Warma ursprünglich einen Text des Schriftstellers Konrad Bayer (Wiener Gruppe) vertont hat.
Ebenfalls vertonte er H.C. Artmanns Tausend und eine Nacht. Er prägte in den 80er-Jahren durch seine Untergrund- und Avantgardenummern, für die er auch erste Videoclips drehte, die österreichische Musikszene, abseits der wenigen sehr bekannten Musiker wie z. B. Wolfgang Ambros oder Georg Danzer.

## Musikprojekte
Seine erste Band The Vogue, bei der er Schlagzeuger war, nahm das Sixties-Revival und Brit-Pop in Österreich vorweg. Wegen eines Rechtsstreits wurde das erste Album aber eingestampft, einige wenige Exemplare erzielen auf dem Sammlermarkt Spitzenpreise. Das Album wurde mit zwei ausgetauschten Nummern wieder gepresst und ist heute Kult.
Seit 1978 ist er in verschiedenen Alternative- und Underground-Bands (u. a. Kleenex Aktiv, Ronnie Urini & die letzten Poeten, Ronnie Urini & Venus) tätig.
Seine aktuelle Band heißt Ultraviolet (gegründet 2005). Mitglieder sind außer Sänger und Songwriter Ronnie „Rocket“, wie er sich auch nennt, Michael Weidenauer (Gitarre), Benjamin Barnay (Bass) und Thomas Neumann (Schlagzeug).
Er hat circa 200 Songs geschrieben und mit einer Reihe von Musikern zusammengearbeitet, unter anderen mit: Hans Platzgumer, Mars Bonfire (Bandmitglied von Steppenwolf und Autor von "Born to Be Wild"), Chet Baker, Marianne Faithfull, Astrud Gilberto und Nancy Sinatra.
Gemeinsam mit dem Ersten Wiener Heimorgelorchester spielte er seinen Konrad Bayer Hit Niemand hilft mir 2009 neu ein und fungierte 2010 als Juror beim Vorfinale des Protestsongcontests.

## Auftreten
Urini tritt Tag und Nacht mit großflächigen optischen Ray-Ban-Sonnenbrillen auf und hat durch die unauflösbare Vermischung von Wirklichkeit und Fiktion einen Mythos um seine Figur aufgebaut.
Er gilt als großer Geschichtenerzähler, der eine authentische Figur aus Rock-’n’-Roll-Mythen, Erfahrungen aus seinen Aufenthalten in den USA und lokalen Geschichten aus den subkulturellen Szenen Wiens und Umgebung kreiert hat.
Er interpretiert immer wieder eigene Songs neu, verwendet in bekannten englischsprachigen Hits wie "Summer Wine" auch deutsche Wortanteile. Seine Performances sind oft wüst und dafür bekannt, dass er mit dem Publikum in direkten Kontakt tritt, sich mit ihm auch Wortduelle liefert.
Neben seinen eigenen Projekten verfasste Urini auch Songs für andere Interpreten, teils weitab des eigenen Genres. So etwa war er Mitautor bei "Südseeträume" der Rucki Zucki Palmencombo.

## Alben
- A Doll Spits Cubes (The Vogue, 1981, eingezogen)
- Smoke Gets in My Mind (neu gepresst, 1982, The Vogue)
- Aus den Kellern der Nacht (mit zweiter Gruppe: Die letzten Poeten)
- Heavy Metal Thunder (mit The Wild Bunch, Tour durch USA und Europa mit Mars Bonfire)
- Child of Sunrise, Creature of the Moon (mit The Last Poets)
- Bats - The True Story of Rock N Roll (Coverversionen von Lee Hazlewood, Lou Reed, Sky Saxon,…)
- Decade of Decay
- Ronnie Urini Life from New York
- Ronnie Rocket & The Mirror Shades - Cyber Punk Solution (1992)
- Bombshell from Hell (EP)
- Ultraviolet (Konzeptalbum, kursiert nur auf Tapes)
- Cyberella-Bar Vol.1, das Cosmical (Ronnie Rocket Urini & Gudrun Rubini 2000)
- Fire Waves (Ronnie Rocket Urini & The Subcandies)